# Einar Krüger
Einar Åke Julius Krüger, född 18 december 1910 i Halmstad, död 1988, var en svensk målare och konsthantverkare.
Han var son till järnvägsarbetaren Johan Justus Julius Krüger och Magnhild Valborg Björk och från 1939 gift med Anna Linnéa Janson. Krüger studerade först konst på egen hand men fick senare en viss vägledning av Gustaf Theodor Wallén och under studieresor till Norge och Paris. Separat ställde han ut i Halmstad, Ljungby, Borås, Varberg och Köpenhamn. Bland hans offentliga arbeten märks väggmålningar i Snöstorps ålderdomshem. Han medverkade i samlingsutställningar i Göteborg och Halmstad. Hans bildkonst består av porträtt, naket, landskapsmålningar, figurmålningar och vårvintermotiv. Som träsnidare utförde han några mindre skulpturer. Krüger är representerad vid Malmö museum. 